# Nikołaj Janson
Nikołaj Michajłowicz Janson (ros. Никола́й Миха́йлович Я́нсон, ur. 6 grudnia 1882 w Petersburgu, zm. 20 czerwca 1938) – estoński rewolucjonista, radziecki polityk i działacz partyjny, wicepremier RFSRR (1930-1931).

## Życiorys
Miał wykształcenie podstawowe, od 1901 pracował jako robotnik metalowiec, w 1905 wstąpił do SDPRR, uczestnik rewolucji 1905-1907 w Petersburgu, Polsce i Estonii. W 1906 aresztowany i zesłany do guberni tobolskiej, skąd zbiegł, po czym w 1907 wyemigrował do USA, w latach 1909-1917 należał do Socjalistycznej Partii USA i był  niej sekretarzem Federacji Estońskich Robotników. W czerwcu 1917 wrócił do Rosji i został członkiem Rewelskiego Komitetu SDPRR(b), wszedł w skład Północno-Bałtyckiego Biura Obwodowego SDPRR(b), od października 1917 do lutego 1918 zastępca przewodniczącego Magistratu Rewla. W 1918 aresztowany w Estonii i wydalony do RFSRR, od listopada 1918 do 1919 przewodniczący gubernialnej rady związków zawodowych w Samarze, między 1919 a 1920 dyrektor samarskiej fabryki, później (1920-1921) ponownie przewodniczący samarskiej gubernialnej rady związków zawodowych. W 1921 zastępca sekretarza samarskiego gubernialnego komitetu RKP(b), w latach 1921-1923 sekretarz KC Związku Metalowców, od stycznia 1922 przewodniczący Południowego Biura Wszechzwiązkowej Centralnej Rady Związków Zawodowych, w 1922 przewodniczący Rady ds. Zapatrzenia Sownarkomu Ukraińskiej SRR. Od 25 kwietnia 1923 do 26 stycznia 1934 członek Centralnej Komisji Kontrolnej RKP(b)/WKP(b), od 26 kwietnia 1923 do 4 lutego 1932 członek Prezydium tej komisji, od 26 kwietnia 1923 do 2 grudnia 1927 członek Sekretariatu Centralnej Komisji Kontrolnej RKP(b)/WKP(b), w latach 1925-1928 zastępca ludowego komisarza inspekcji robotniczo-chłopskiej ZSRR. Od 1 stycznia 1926 do 2 grudnia 1927 główny sekretarz Centralnej Komisji Kontrolnej WKP(b), od grudnia 1927 do czerwca 1930 członek Kolegium Partyjnego i sekretarz tej komisji, od 16 stycznia 1928 do 6 marca 1931 ludowy komisarz sprawiedliwości RFSRR i jednocześnie od stycznia do października 1928 prokurator RFSRR, od 4 listopada 1930 do 6 marca 1931 zastępca przewodniczącego Rady Komisarzy Ludowych RFSRR. Od 30 stycznia 1931 do 13 marca 1934 ludowy komisarz transportu wodnego ZSRR, od 10 lutego 1934 do 6 grudnia 1937 członek Centralnej Komisji Rewizyjnej WKP(b), od 13 marca 1934 do lipca 1935 zastępca ludowego komisarza transportu wodnego ZSRR, od października 1935 do grudnia 1937 zastępca szefa Głównego Zarządu Północnego szlaku Morskiego przy Sownarkomie ZSRR. Odznaczony Orderem Czerwonej Gwiazdy (27 czerwca 1937).
6 grudnia 1937 aresztowany, 20 czerwca 1938 skazany na śmierć przez Wojskowe Kolegium Sądu Najwyższego ZSRR pod zarzutem szpiegostwa i udziału w kontrrewolucyjnej organizacji terrorystycznej i rozstrzelany. 24 grudnia 1955 pośmiertnie zrehabilitowany.